# گروم‌بریج ۵۶۵۷
سیارک ۵۶۵۷ (به انگلیسی: 5657 Groombridge، نامگذاری:1936QE1) پنج هزار و ششصد و پنجاه و هفتمین سیارک کشف شده‌است که در ۲۸ اوت ۱۹۳۶ و در هایدلبرگ کشف شد.
قدر مطلق سیارک برابر ۳۷.۱ است.